# Projection de Newman

3 conformères du n-butane (CH_{3}-CH_{2}-CH_{2}-CH_{3}) en vue de Newman : au centre de la figure figurent les deux atomes de carbone du milieu de la chaine, les 3 différentes conformations stables placent relativement les groupements méthyles de chaque extrémité de la chaîne de carbone respectivement à 60° (conformation « gauche»), 180° (conformation « anti », la plus stable) ou 0° (conformation « éclipsée »).

La projection de Newman d'un composé organique est sa représentation sur papier permettant d'étudier ses différentes conformations (on passe d'un conformère à un autre par rotation autour d'une liaison simple carbone-carbone) d'un composé organique. Cette projection est généralement utilisée uniquement avec des atomes de carbone tétravalents (liés à quatre autres atomes).
Pour représenter une molécule dans une projection de Newman, il faut regarder la molécule dans l'axe d'une liaison simple carbone-carbone : on ne représente pas ces deux carbones dans une projection de Newman, mais les liaisons au reste de la molécule.
Les liaisons du carbone au premier plan sont représentées par trois segments partant du même point, les angles entre chacun de ces segments sont de 120° comme dans la réalité. Le carbone en arrière-plan est représenté par un cercle sur lequel on place les trois liaisons restantes (voir l'exemple).
Cette représentation permet de visualiser aisément les effets d'interactions stériques entre des groupements portés par deux carbones adjacents.
Elle permet également de déterminer facilement la conformation Z (zusammen en allemand, c'est-à-dire « ensembles » à 0° dans la projection de Newman, également appelée « éclipsée ») ou E (entgegen, c'est-à-dire « en opposition » à 180°, également appelée « anti ») d'un alcène résultant d'une réaction d'élimination, en plaçant la vue sur l’axe d'une double liaison carbone-carbone, selon que les groupements alkyles de chaque côté de la liaison double se superposent ou s'opposent sur ce schéma. Dans ce cas, les deux liaisons simples à chaque carbone du centre de la figure sont représentées par des segments opposés à 180 degrés.
Elle s'étend ensuite aux groupements chlorés, fluorés, carboxylés ou hydroxylés pouvant remplacer ces groupements simples (ou même l‘hydrogène) liés aux deux ou trois autres liaisons simples partant de chacun des deux carbones représentés au centre sur la liaison simple (ou double) de tout alcane ou alcène (par exemple pour montrer la conformation spatiale des alcools, comme ci-dessous).
Cette représentation tient son nom du chimiste américain Melvin Spencer Newman.

## Exemple
Schéma descriptif du passage de la représentation de Cram à la projection de Newman pour la molécule d'éthanol (C2H5OH) :